# Œnotourisme
 (février 2010).
Si vous disposez d'ouvrages ou d'articles de référence ou si vous connaissez des sites web de qualité traitant du thème abordé ici, merci de compléter l'article en donnant les références utiles à sa vérifiabilité et en les liant à la section « Notes et références ».

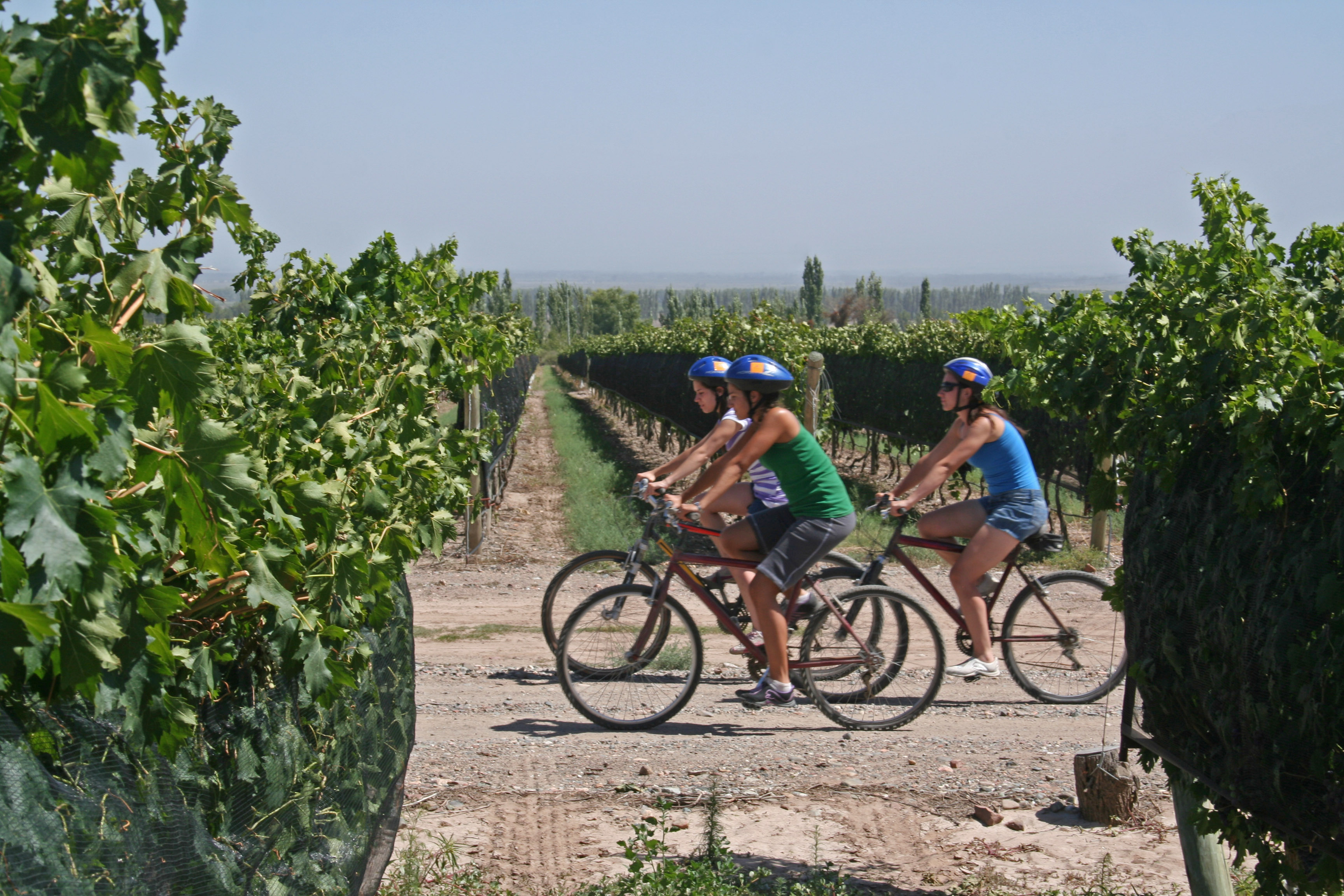
Œnotourisme à Mendoza (Argentine)

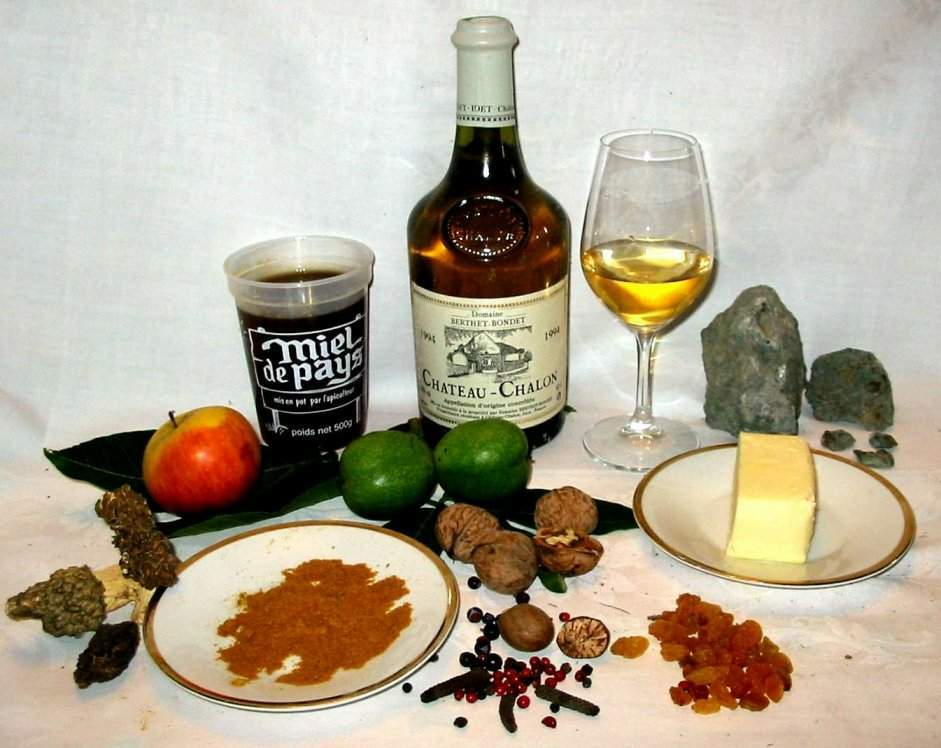
Un vin et les produits de son terroir (Jura)

L’œnotourisme, ou tourisme vitivinicole et œnologique, est une forme de tourisme d'agrément qui repose sur la découverte des régions viticoles et leurs productions ; c'est une forme de tourisme rural et d'agritourisme. Pour le programme européen Vintur, le produit œnotourisme consiste à l’intégration sous un même concept thématique des ressources et services touristiques d’intérêt, existants ou potentiels, dans une zone vitivinicole.

## Des activités diverses

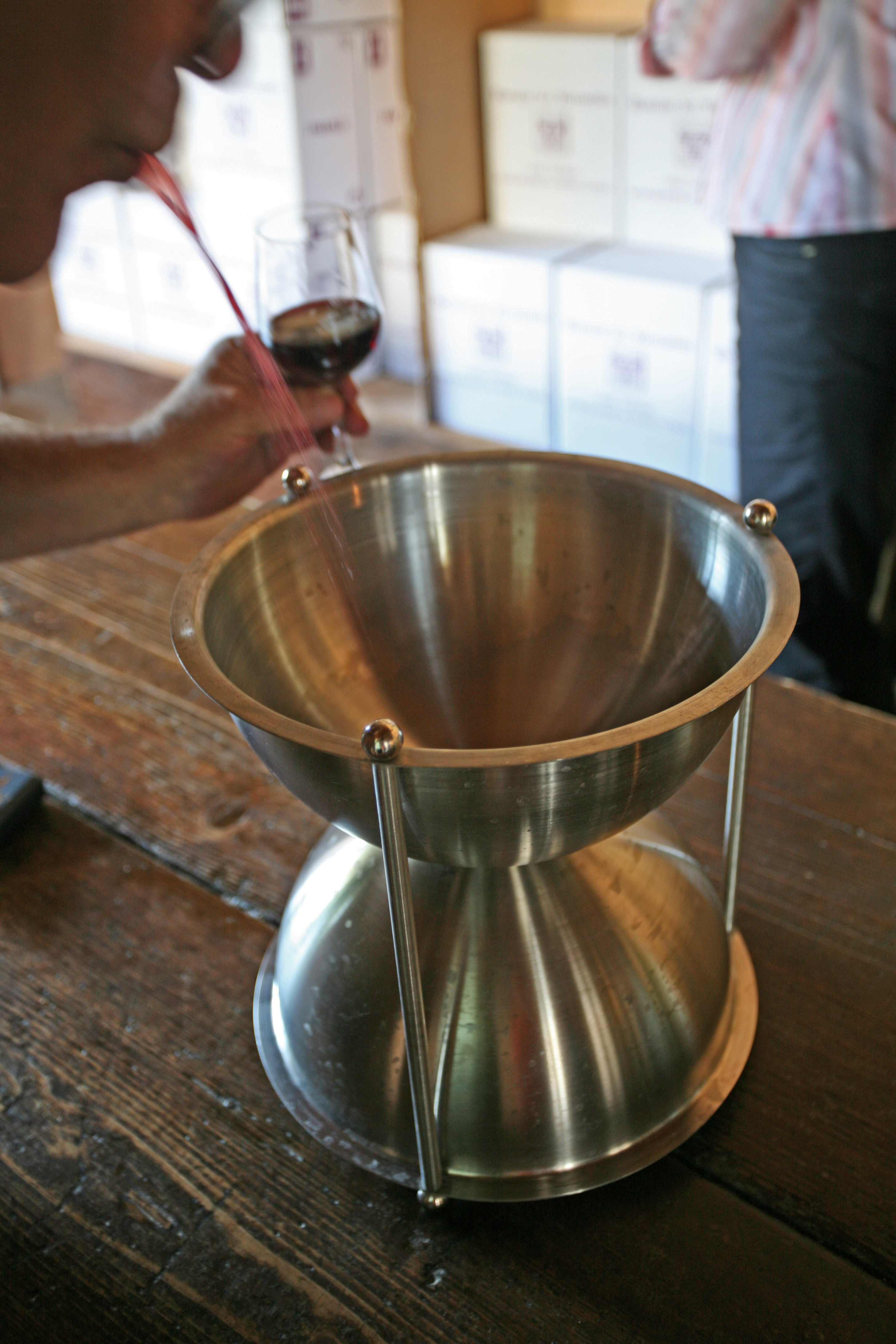
Dégustation dans un caveau :
utilisation du crachoir

L’œnotourisme recouvre de nombreuses activités de découverte :
- les vins : dégustations, apprentissage de l'œnologie, de l’analyse sensorielle, de la sommellerie ;
- les métiers et techniques de la vigne et du vin : visite de caves, de chais, de vignobles, rencontre avec les propriétaires, maîtres de chais, les vendangeurs… ;
- la connaissance des cépages, des terroirs, les classifications et appellations ;
- le patrimoine historique et culturel : visite de musées (musées du tire-bouchon, des étiquettes, maison de Louis Pasteur à Arbois…), découverte des architectures (châteaux, domaines, chapelles, chais…)… Saint-Émilion est inscrit au Patrimoine mondial de l'humanité (sur l'intégration des paysages viticoles). De nombreuses études ont été réalisées par l'Icomos [2] ;
- la gastronomie ;
- les activités sportives et de loisirs : promenades et randonnées dans les vignobles, survols en montgolfière ou en avion, escape games thématiques[3].

## Développement dans le monde
L'œnotourisme contemporain s'est d'abord développé dans les années 1970 et 1980 en Californie (Mondavi), puis dans d'autres régions des États-Unis (Oregon, Washington, New York), en Australie, et dans la plupart des pays producteurs du « Nouveau Monde » comme l'Argentine (Mendoza et Cafayate), l'Afrique du Sud (Stellenbosh) ou le Chili. L'œnotourisme a ensuite atteint le Canada, l'Europe, le Japon, la Corée du Sud ou encore la Chine. C'est donc d'abord sur le plan mondial et historique que s'apprécient les réalisations de l'œnotourisme. Le Réseau des Capitales de Grands Vignobles qui comprend Logroño (La Rioja), Bordeaux, Florence, Le Cap, Mendoza, Napa Valley, Porto, Mayence, San Francisco, et dont l'un des rôles est de mettre en lumière les initiatives en matière de tourisme viti-vinicole de ces villes, récompense chaque année les meilleures de ces actions avec le Concours Best Of Wine Tourism.
Sur le plan européen, le programme Vintur, auquel est associé l'Assemblée des régions européennes viticoles, constitue un forum d'exploration du développement de l'œnotourisme.
Les initiatives se sont multipliées ces dernières années, par exemple dans les pays méditerranéens, en Australie ou en Nouvelle-Zélande avec le Wine Tourism Network.

### Italie

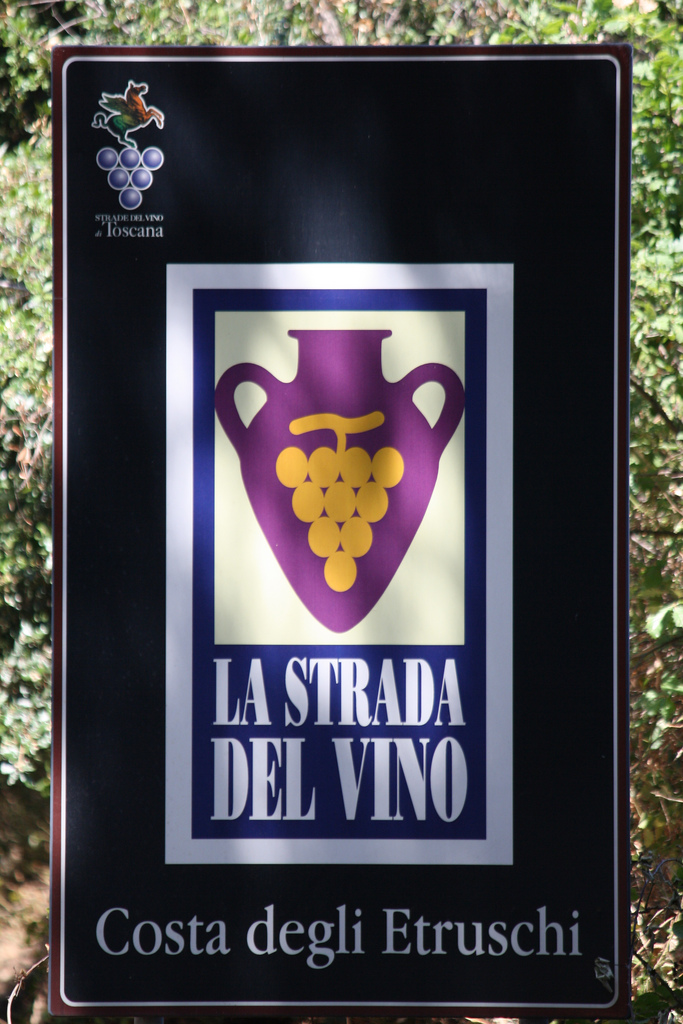
Panneau sur la Côte des Étrusques (Costa degli Etruschi)

Les strade del vino sont jalonnées par un système de panneaux d'informations culturelles (œnologiques, historiques…) ainsi que par un réseau de gîte d'étapes (tavernes, caves, agriturismo, écomusées…). Aujourd'hui il existe 142 routes des vins et sont réglementées par la loi du 27 juillet 1999.
La première route du vin est née dans la région du Frioul en 1963. L'ancêtre de toutes les routes du vin fut «inventé» par le marquis Michele Formentini, président de la pro loco de Gorizia. Nommée d'abord Strada del Vino e delle Ciliegie (route du vin et des cerises), elle s'appela ensuite route du Collio.

### Allemagne

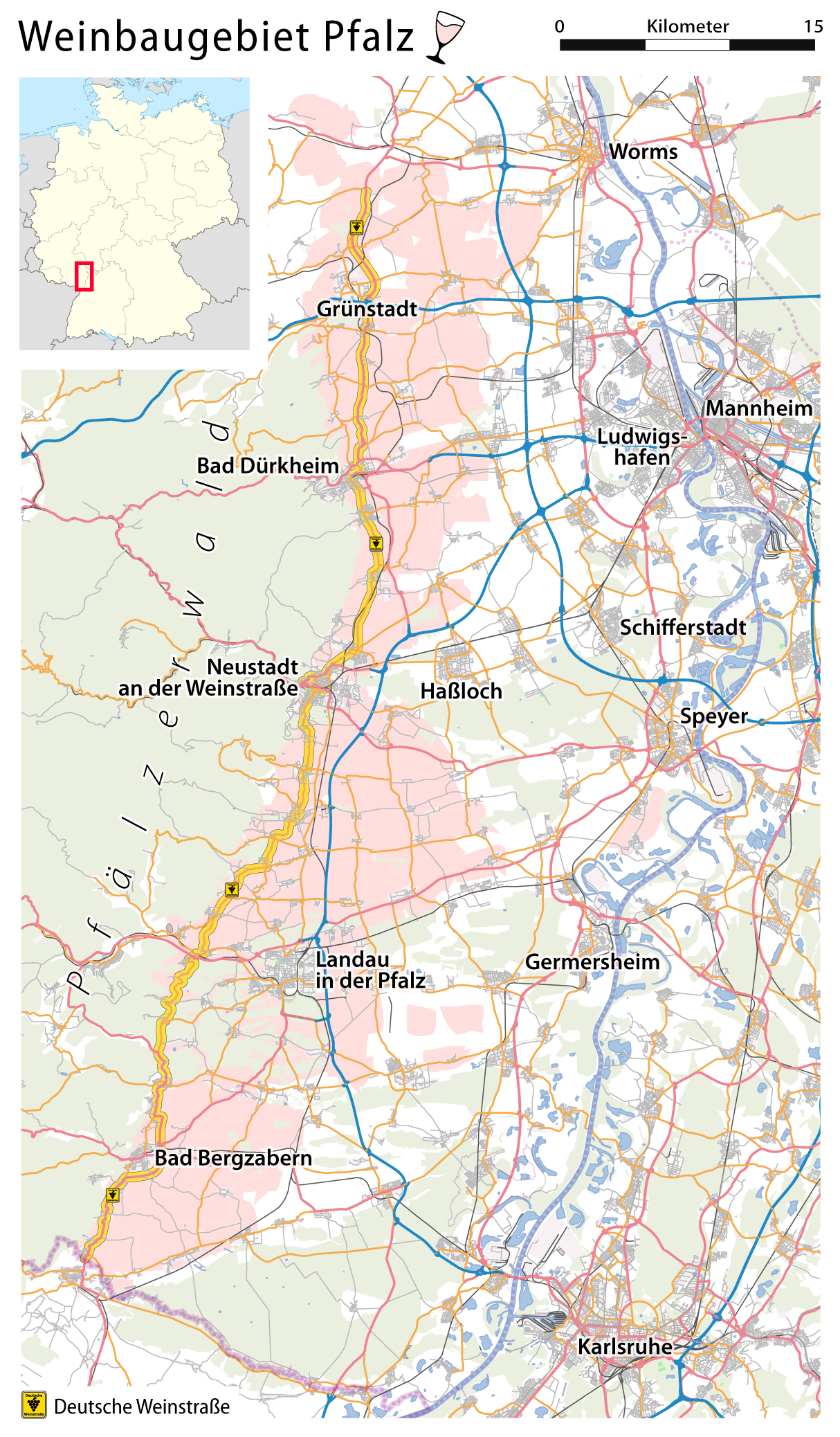
La Deutsche Weinstraße (jaune)

La Deutsche Weinstraße (route du vin allemande), longue d'environ 85 kilomètres, parcourt les principaux villages et villes viticoles de la région palatinat. Du nord au sud, elle traverse les communes de Schweigen, près de Bad Bergzabern à Bockenheim an der Weinstraße. La route est l’une des plus célèbres routes de vacances d’Allemagne. Elle traverse la deuxième plus grande région viticole d'Allemagne. De nombreux villages viticoles longent les anciennes routes fédérales (Bundesstraße), 38 et 271.
Deux villes dominent le vignoble : Landau, très animée avec son université et son zoo, ainsi que de nombreux bâtiments datant de la Belle Époque et Neustadt an der Weinstraße où a lieu, chaque année, l’élection et le couronnement de la Reine allemande des vins (die Weinkönigin), située toute proche du château de Hambach, « le berceau de la démocratie allemande ». Les deux villes sont caractérisées par les pittoresques villages viticoles les entourant. La route des vins est célèbre pour ses fêtes, on en compte plus de deux cents par an, parfois plus populaires, parfois plus élégantes, mais toutes permettent de faire connaissance avec la région et ses habitants.
La création en 1935 de cette route fut une mesure de l'expansion du tourisme, après la libération de la région Palatinat.

### Espagne

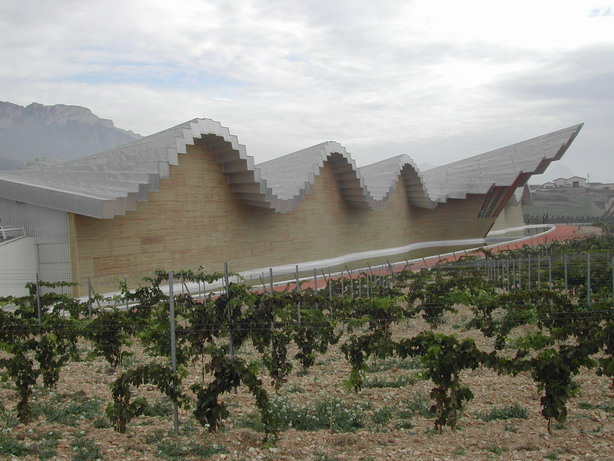
Cave moderne dans le vignoble de Rioja; Bodegas Ysios by Santiago Calatrava

Il est difficile d'estimer le nombre total de touristes qui visitent les régions viticoles chaque année. Il y a eu environ 1,5 million de visiteurs en 2008. La diversité de l'architecture de ses caves vinicoles est également un atout pour le développement du tourisme. L'œnotourisme apporte, certes, de grandes opportunités dans un pays qui est le troisième producteur mondial de vin et qui a la plus grande superficie de vignobles d'Europe.
Certaines routes sont dédiés à l'œnotourisme : Bullas (Murcie), Jumilla (Murcie), La Mancha, Route des vins et spiritueux de Jerez, route des vins de Ronda, Routa du Vino Somontano (Aragon), Route du Vin et Cava de Penedès (Catalogne) etc.

### France

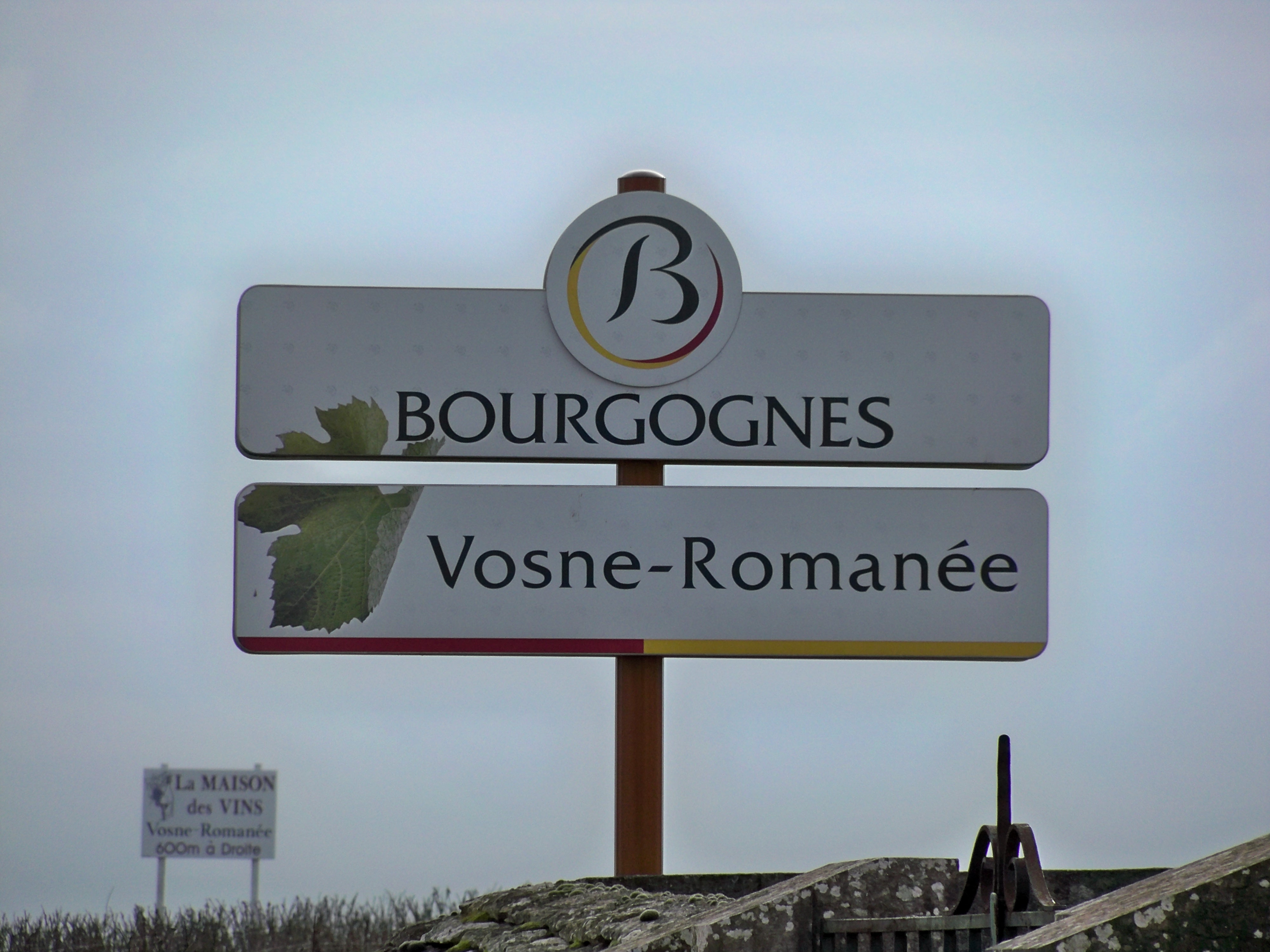
Panneau de la route des vins de Côte-d'Or à Vosne-Romanée

Historiquement, en France, la mise en place de routes de vins (en Alsace - voir Route des vins d'Alsace - puis dans d'autres régions) a été précurseur des actions locales.
L'étude réalisée par l'AFIT (Association française de l'ingénierie touristique) en 1999 a fait ressortir l'intérêt des touristes français et étrangers pour le tourisme viti-vinicole et marqué le point de départ d'études et de démarches nombreuses pour développer ce type de tourisme[réf. nécessaire]
La surface du vignoble français est de 789 000 hectares. Le pays compte 17 grandes régions viticoles, et 11 000 de ses caves accueillent du public, soit 10 millions de d’œnotouristes par an. 58% de ces visiteurs amateurs de vin sont français - les 42% d'étrangers se constituant essentiellement de populations voisines à la France (Belges, Anglais, Allemands), mais on note aussi un grand intérêt des néerlandais dans ce domaine (11% du tourisme étranger) quand - à contrario - les américains ne représentent que 4% de ce chiffre…
La « route des vins d'Alsace » enregistre environ 1,5 million de visiteurs par an, de même pour les vignobles de Bourgogne[réf. souhaitée].
La France, à la fois premier pays producteur viticole et première destination touristique au monde, est riche d’un potentiel œnotouristique aussi réaliste que lucratif (5,2 milliards de recettes générés). Sur le plan de la concurrence internationale, qu'elle soit touristique ou concerne le secteur du vin, l'œnotourisme est une carte importante à jouer pour la France, d'autant que dans le monde les actions de développement de l'œnotourisme se sont multipliées ces dernières années. Beaucoup reste à faire, le rapport Dubrule (2007), commandé par le Ministère français du tourisme, a mis l'accent sur l'importance de la valorisation du patrimoine vitivinicole (en particulier paysage et architecture), la visibilité et la mise en réseau de l'offre, la formation des acteurs.
Dans cet effort de promotion de l'œnotourisme français, le Ministère des Affaires Étrangères et l'agence Atout France ont lancé en février 2016 le site VisitFrenchWine, portail officiel de l'œnotourisme en France.
En novembre 2018, se sont tenues à Paris les premières Assises Nationales de l'Oenotourisme, afin de mettre en avant les acteurs de ce secteur .
La promotion de l'œnotourisme est parfois considérée comme un moyen de contourner les contraintes de la Loi Évin. Le lobby Vin et société, notamment, est critiqué pour cette forme de promotion de la consommation de vin,.

## Métiers de la stratégie œnotouristique
Les quatre métiers de la stratégie œnotouristique sont l’audit, le conseil, la mise en œuvre opérationnelle et le suivi d’exploitation,.
Il existe une licence professionnelle d'œnotourisme. Quatre établissements sont impliqués dans cette formation : L’Institut Supérieur de la Vigne de l’Université de Bordeaux, le Lycée Hôtellerie et de Tourisme de Gascogne de Talence, le lycée viticole de Blanquefort, le Conseil interprofessionnel du vin de Bordeaux (CIVB)[réf. nécessaire].

## Sites viticoles inscrits au Patrimoine mondial de l'humanité
Outre Saint-Émilion et sa judicature, cinq autres sites sont inscrits par l'UNESCO au Patrimoine Mondial. Il s'agit du paysage viticole de l'île du Pico, du vignoble de la vallée du Haut Douro, tous deux au Portugal, de Lavaux, en Suisse, et du paysage viticole du Piémont : Langhe-Roero et Montferrat, en Italie et du vignoble Champenois.

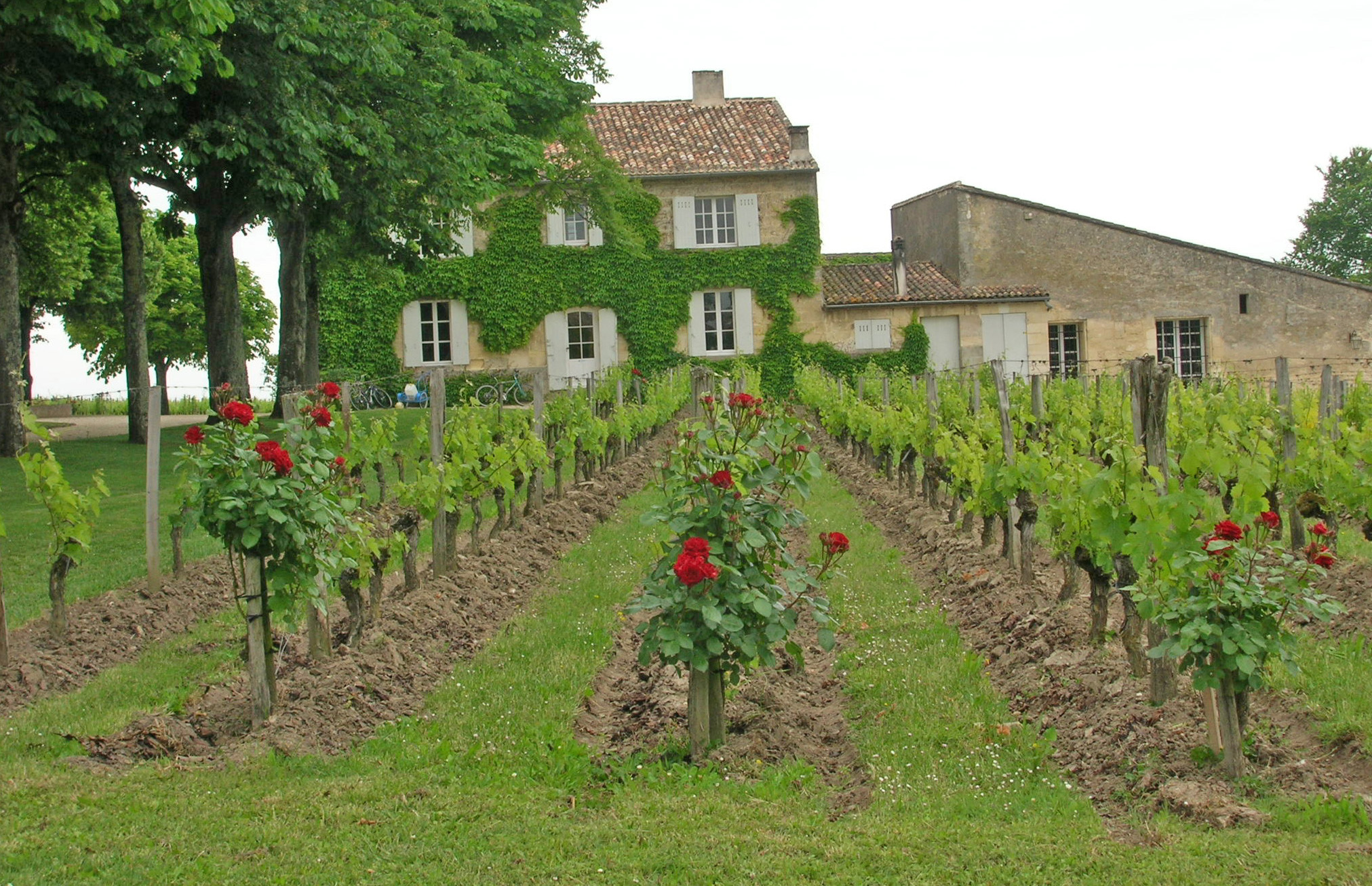
Sur le terroir de Saint-Émilion, vignes de Clos Fourtet avec les rosiers plantés en bout de rang
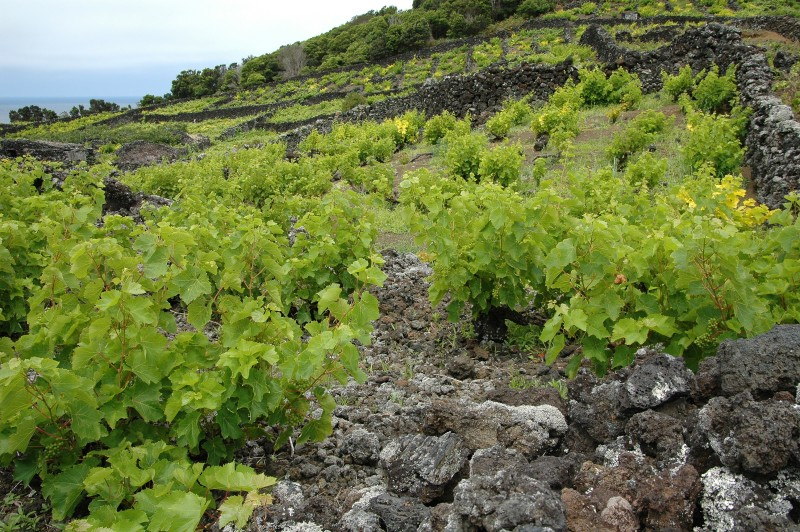
Les currais de l'île du Pico
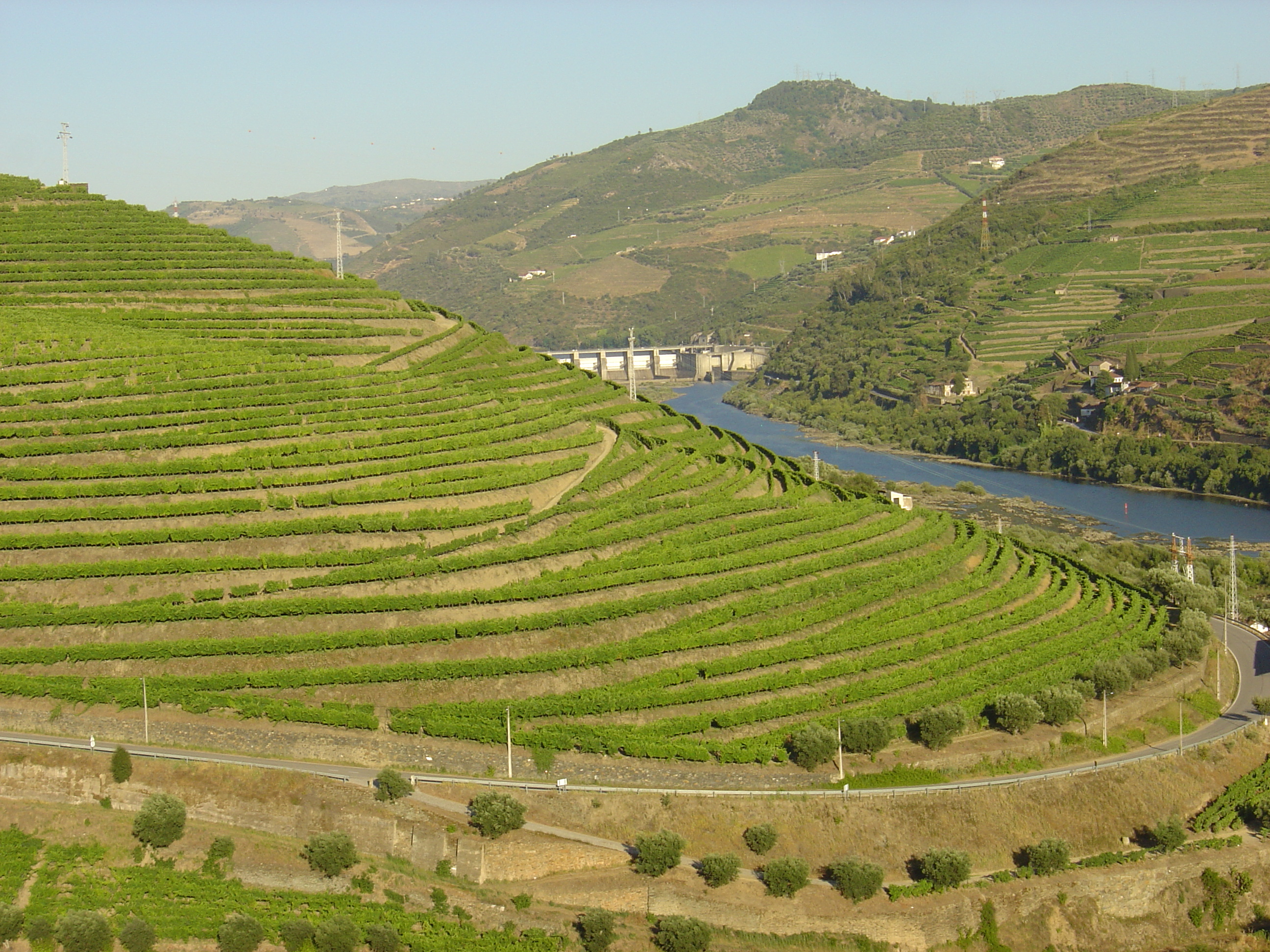
Vignobles de la vallée du Haut Douro
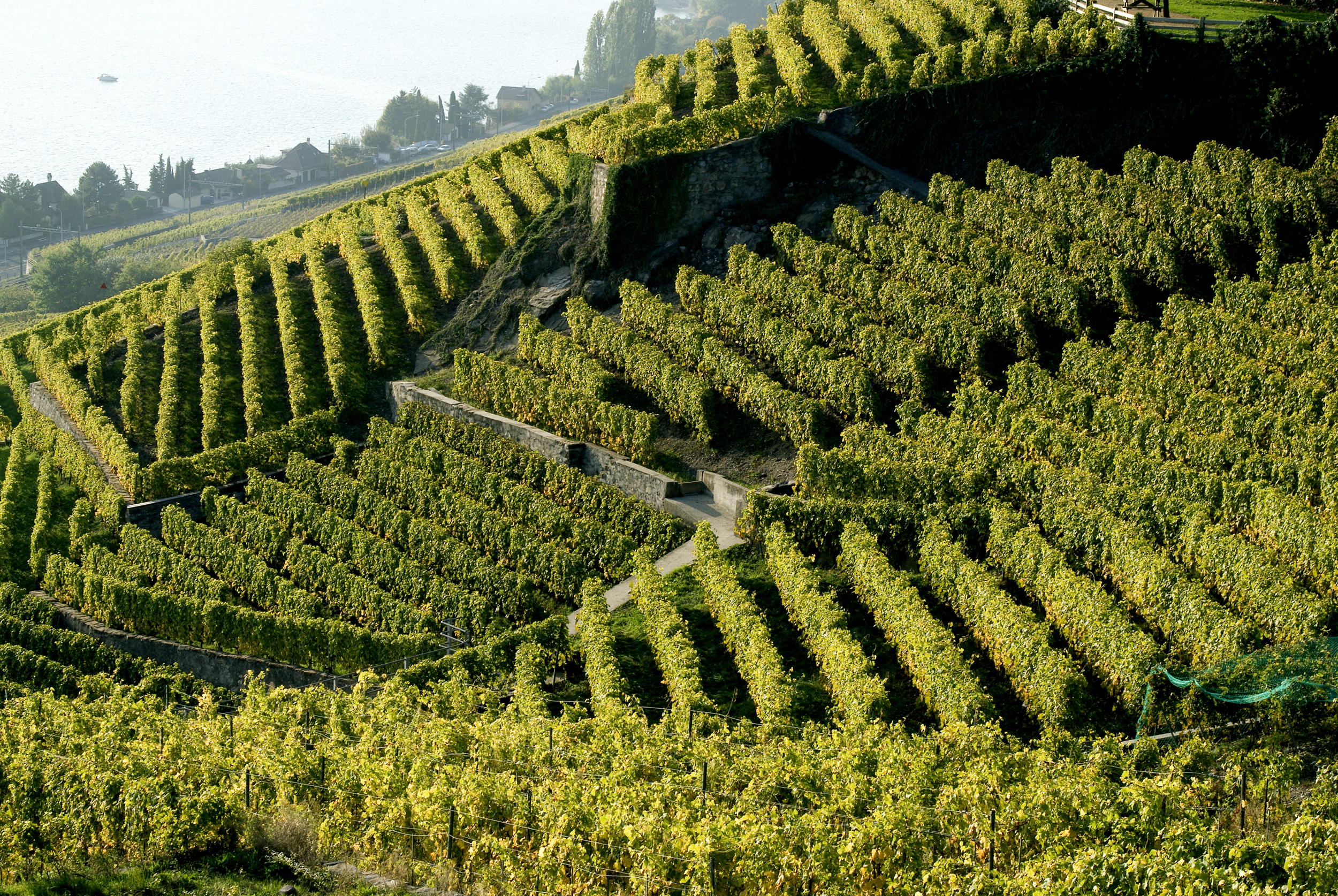
Les vignes de Lavaux
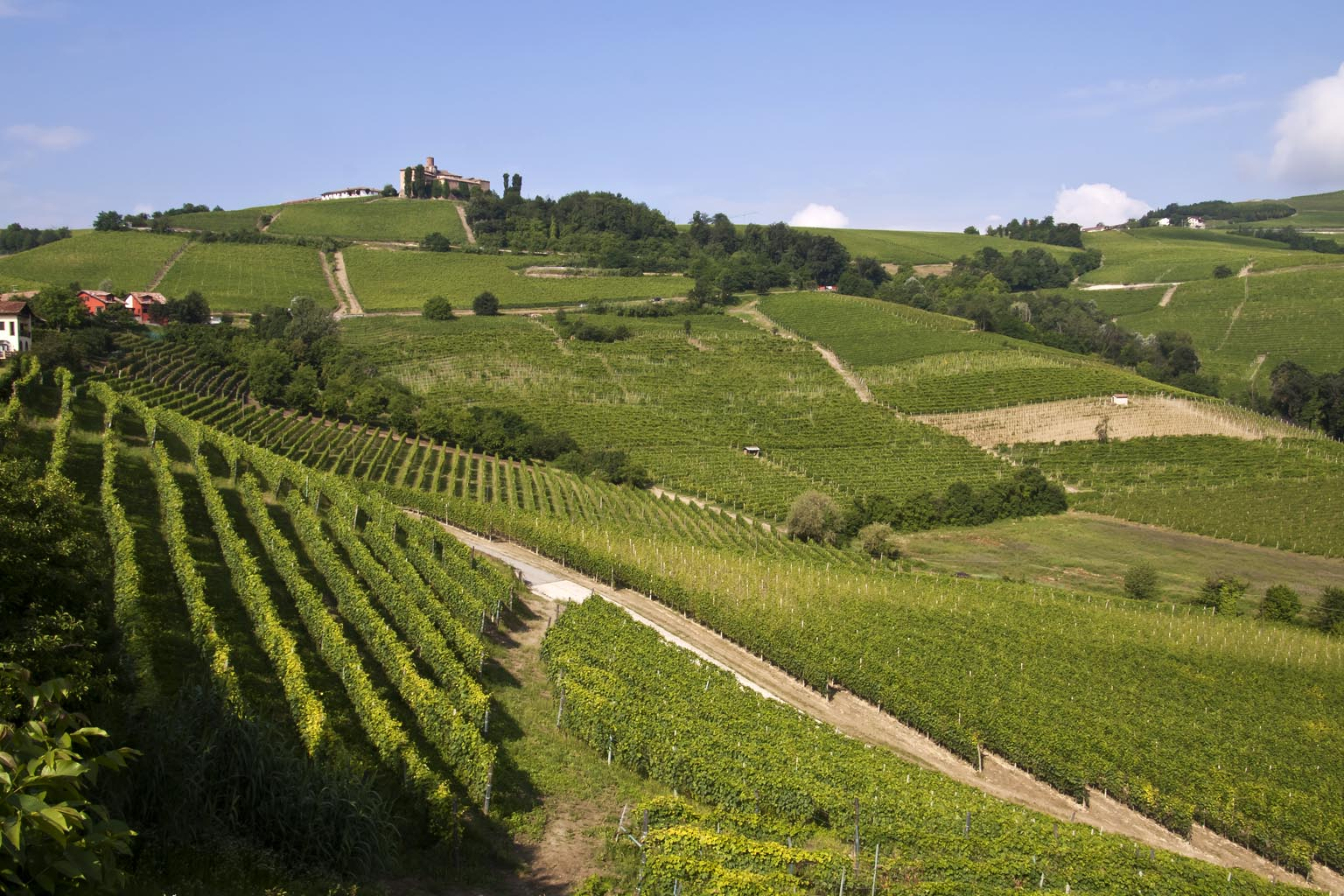
Langhe

## Liste des routes de vins

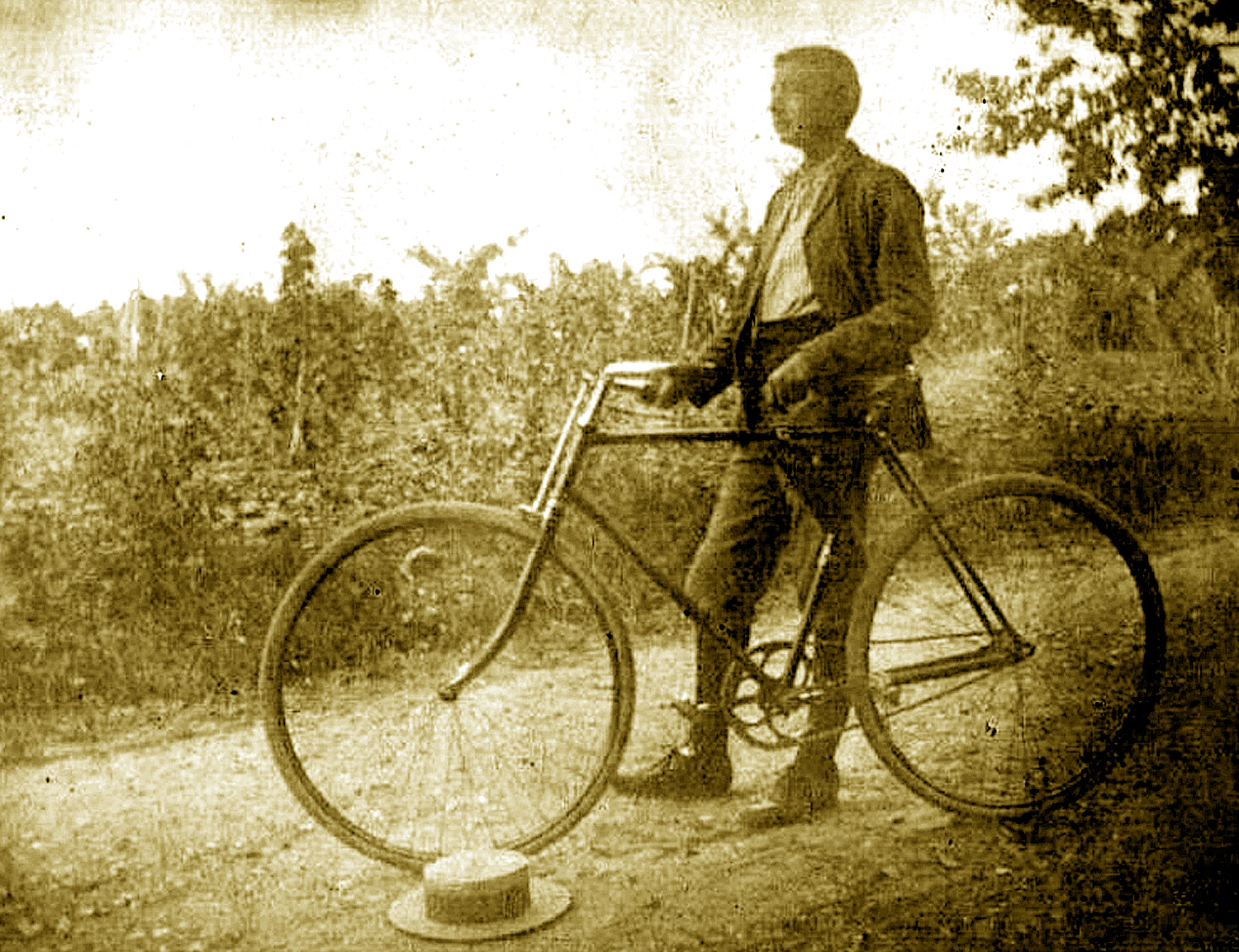
Cycliste dans les vignes dans le département de l'Aude au cours des années 1900

- Route des vins de Moselle (France)
- Route des vins des Côtes du Rhône
- Route des vins de Provence
- Route touristique du Champagne
- Route touristique des vignobles du cognac et du pineau : Les Étapes du Cognac
- Route des vins de Bordeaux
- Route des vins d'Alsace
- Route des Grands Crus (Bourgogne)
- Route des vins de Bourgogne
- Circuit des vins de Savoie
- Route des vins du Jurançon
- Route du vin en Roussillon
- Route des vins de Bergerac
- Route des vins de Cahors
- Route touristique des vins du Jura
- Route Touristique des vins de Pays de Loire
- Deutsche Weinstraße
- Strade del vino
- Strada del vino Erice DOC
- Strada del Barolo
- Strada del vino dei Colli Euganei